# Lanleff
 Lanleff (en bretó Lanleñv) és un municipi francès, situat a la regió de Bretanya, al departament de Costes del Nord. L'any 1999 tenia 110 habitants.

## Demografia
| 1962                                       | 1968 | 1975 | 1982 | 1990 | 1999 |
| ------------------------------------------ | ---- | ---- | ---- | ---- | ---- |
| 133                                        | 117  | 88   | 87   | 101  | 110  |
| Des de 1962: població sense dobles comptes |      |      |      |      |      |

## Administració
| Període | Identitat      | Partit |
| ------- | -------------- | ------ |
| -2001   | Yves Crénan    |        |
| 2001-   | Maurice Goarin |        |